# Schelto van Heemstra
Schelto van Heemstra, Baron Heemstra (født 14. november 1807 i Groningen, død 20. december 1864 i Martensdyk (hollandsk: Maartensdijk)) var en nederlandsk politiker. Han var premierminister fra 1861 til 1862.

## Liv og gerning
Van Heemstra blev født i Groningen, søn af politikeren Willem Hendrik van Heemstra og Johanna Balthazarina van Idsinga. Van Heemstra gik på gymnasiet i Franeker og studerede jura i Groningen. Efter en kort periode som advokat i Leeuwarden blev han udpeget i 1830 som Grietman (omtrent sognerådsformand) for Doniawerstal. Han deltog i tiårskampagnen (Tiendaagse Veldtocht) i 1831. Han blev Grietman i Oostdongeradeel i 1840 og i 1844 indtrådte han i Tweede Kamer (andetkammeret) i Haag på vegne af provinsen Friesland. I den stilling var han en del af en gruppe ledet af Johan Rudolph Thorbecke kaldet "Nimandsgruppen", som foreslog ændringer af den nederlandske forfatning. Selv om forslaget blev afvist i 1845, førte det til forfatningsreformen fra 1848.
Van Heemstra var kongens kommissær for Utrecht fra 1850 til 1858 og for Zeeland fra 1858 til 1860.
I marts 1861 blev Van Heemstra udnævnt til indenrigsminister i Van Hall-Van Heemstra-kabinettet. Som minister var han - sammen med Van Hall - ansvarlig for indførelsen af lovgivningen om opførelse af statsbaner. Efter Jacob van Zuylen van Nijevelts fratræden i november 1861 blev han formand for Ministerrådet (Ministerraad), et embede nu kendt som premierminister. Hans forslag til statsbudgettet blev afvist af parlamentet i december samme år, hvilket førte til kabinettets fald og dets formelle fratrædelse i februar 1862. I 1862 fik han tildelt æresbetegnelsen som premierminister.

## Hæder
Van Heemstra blev tildelt Den Nederlandske Løves Orden og Egekrone-ordenen.

## Familie
Han var gift med Henriëtte Hildegonde de Waal i juni 1833 med hvem han havde seks børn. De Waal døde i maj 1857. I maj 1858 giftede han sig med Marianna A.J. Storij van Blokland.